# Système cristallin orthorhombique

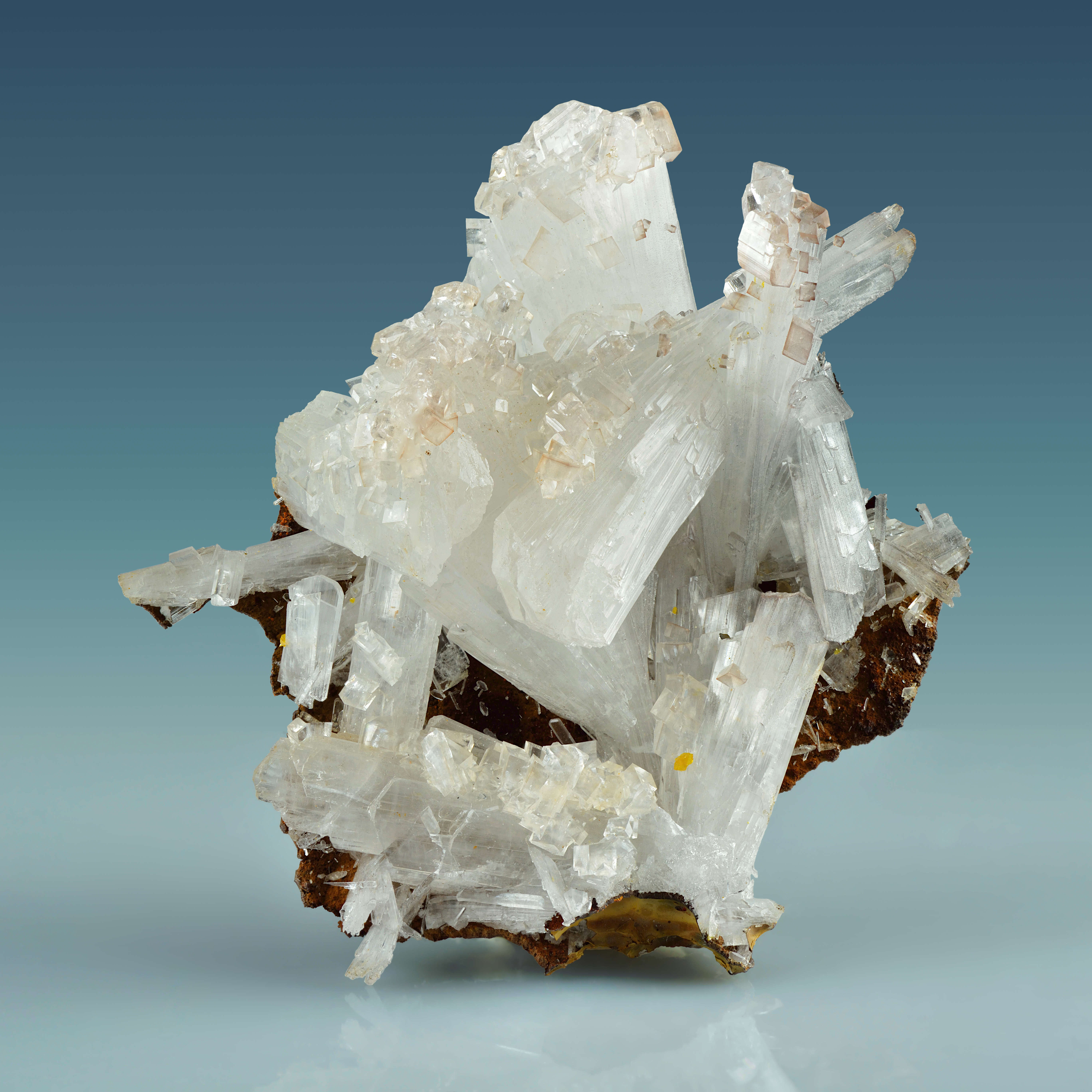
Hémimorphite de Mapimí, au Mexique.

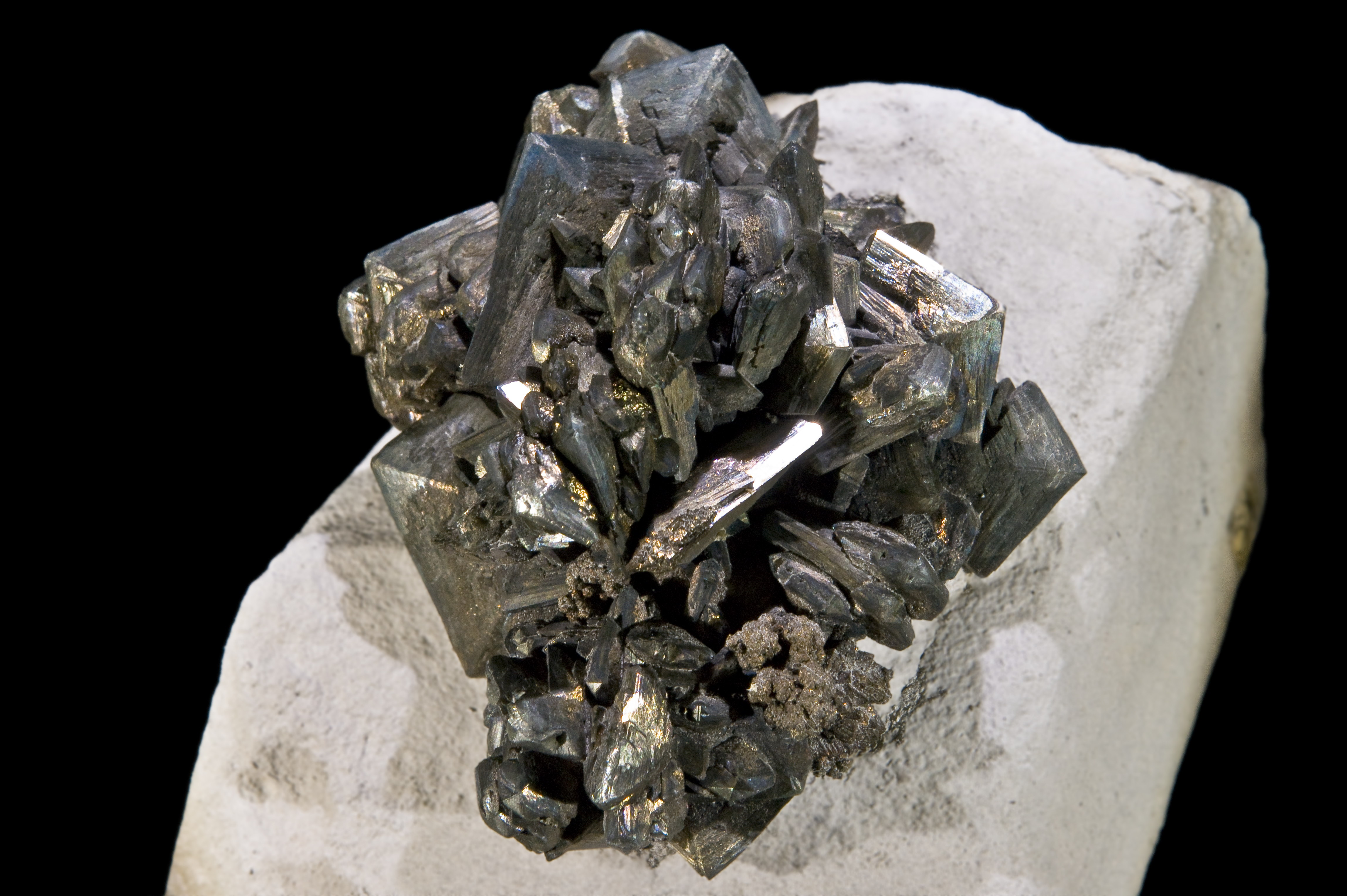
Marcassite du Cap Blanc-Nez, en France.

En cristallographie, le système cristallin orthorhombique est l'une des sept catégories de classement des cristaux dans l'espace tridimensionnel sur la base de leurs symétries morphologiques et de leurs propriétés physiques. Il regroupe les cristaux de symétries 222, mm2 et mmm, selon la notation d'Hermann-Mauguin, et repose sur le système réticulaire orthorhombique, dont la maille a des paramètres cristallins a ≠ b ≠ c comme dans le système triclinique et le système monoclinique, mais avec les angles α = β = γ = 90° (angles droits). Tout cristal orthorhombique possède comme opérations de symétries une rotation binaire ou une réflexion, voire les deux, selon trois directions perpendiculaires qui sont choisies comme axes du référentiel.
| Réseau de Bravais  | Orthorhombique primitif | Orthorhombique à base centrée | Orthorhombique à faces centrées | Orthorhombique centré |
| ------------------ | ----------------------- | ----------------------------- | ------------------------------- | --------------------- |
| Symbole de Pearson | oP                      | oS                            | oF                              | oI                    |
| Maille cristalline | Orthorhombique primitif | Orthorhombique à base centrée | Orthorhombique à faces centrées | Orthorhombique centré |

## Classes cristallines

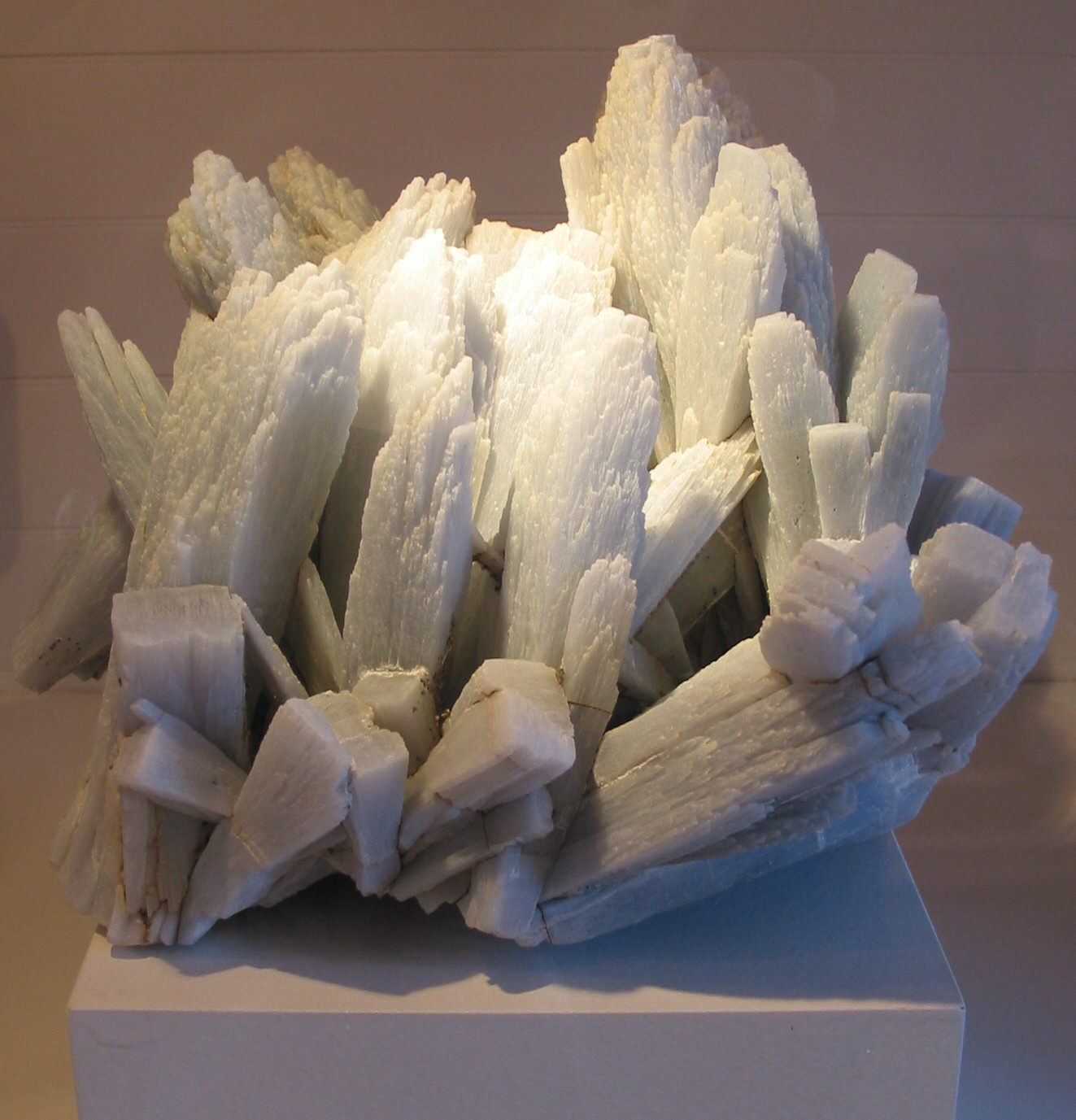
Anhydrite de la mine de Naica, au Mexique.

Le tableau ci-dessous donne les numéros des groupes d'espace des tables internationales de cristallographie du système cristallin orthorhombique, les noms des classes cristallines, les notations Schoenflies, internationales, orbifold (en) et Coxeter (en) des groupes ponctuels, des exemples, le type et les groupes d'espace.
| N°    | Groupe ponctuel | Groupe ponctuel | Groupe ponctuel | Groupe ponctuel | Groupe ponctuel | Exemple                        | Type             | Groupes d'espace                                                                               | Groupes d'espace                          | Groupes d'espace | Groupes d'espace       |
| N°    | Classe (Groth)  | Schön.          | Intl            | Orb. (en)       | Cox. (en)       | Exemple                        | Type             | Primitif                                                                                       | À base centrée                            | À faces centrées | Centré                 |
| ----- | --------------- | --------------- | --------------- | --------------- | --------------- | ------------------------------ | ---------------- | ---------------------------------------------------------------------------------------------- | ----------------------------------------- | ---------------- | ---------------------- |
| 16-24 | Disphénoïdique  | D2              | 222             | 222             | [2,2]+          | Epsomite                       | Énantiomorphe    | P222, P2221, P21212, P212121                                                                   | C2221, C222                               | F222             | I222, I212121          |
| 25-46 | Pyramidale      | C2v             | mm2             | *22             | [2]             | Hémimorphite, Bertrandite      | Polaire (en)     | Pmm2, Pmc1, Pcc2, Pma2, Pca21, Pnc2, Pmn21, Pba2, Pna21, Pnn2                                  | Cmm2, Cmc21, Ccc2, Amm2, Aem2, Ama2, Aea2 | Fmm2, Fdd2       | Imm2, Iba2, Ima2       |
| 47-74 | Dipyramidale    | D2h             | mmm             | *222            | [2,2]           | Olivine, Aragonite, Marcassite | Centrosymétrique | Pmmm, Pnnn, Pccm, Pban, Pmma, Pnna, Pmna, Pcca, Pbam, Pccn, Pbcm, Pnnm, Pmmn, Pbcn, Pbca, Pnma | Cmcm, Cmca, Cmmm, Cccm, Cmme, Ccce        | Fmmm, Fddd       | Immm, Ibam, Ibca, Imma |